# Hòn Phụ Tử

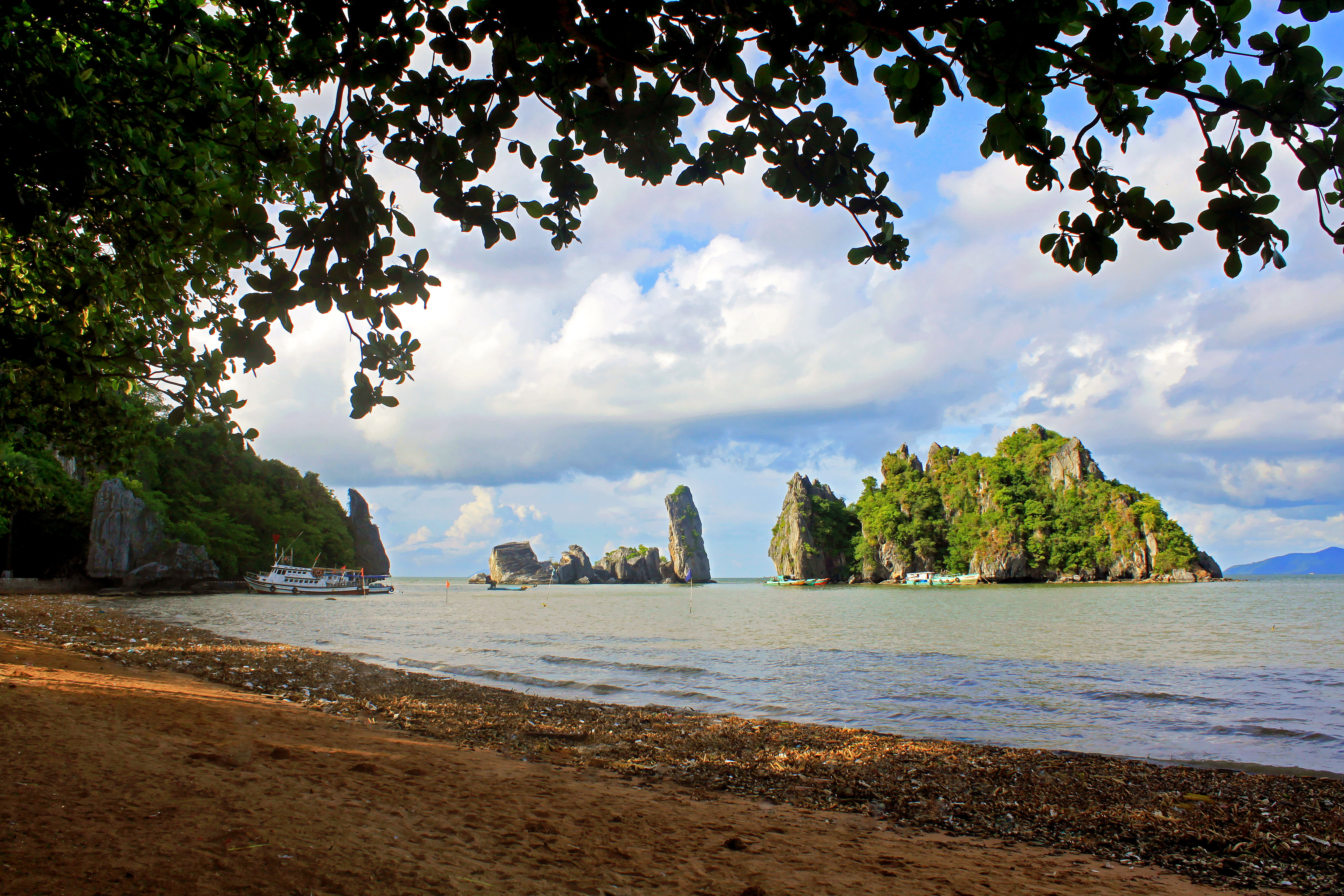
Hòn Phụ Tử sau khi bị đổ gãy

Hòn Phụ Tử là hòn đảo gồm hai khối đá dính liền nhau đứng trên một bệ đá có chiều cao 5m so với mặt biển. Trong đó hòn Phụ có chiều cao khoảng 33,6m và hòn Tử cao khoảng 30m. Đó là hai trụ đá cao nghiêng nghiêng cùng một chiều tượng trưng cho hình hai cha con quấn quýt bên nhau trông ra biển cả. Hòn Phụ Tử nằm trên eo biển Khu du lịch Chùa Hang, thuộc xã Bình An, huyện Kiên Lương, tỉnh Kiên Giang, được xem là biểu tượng cho cảnh đẹp Kiên Giang, và được công nhận là danh lam thắng cảnh quốc gia vào năm 1989.

## Truyền thuyết Hòn Phụ Tử

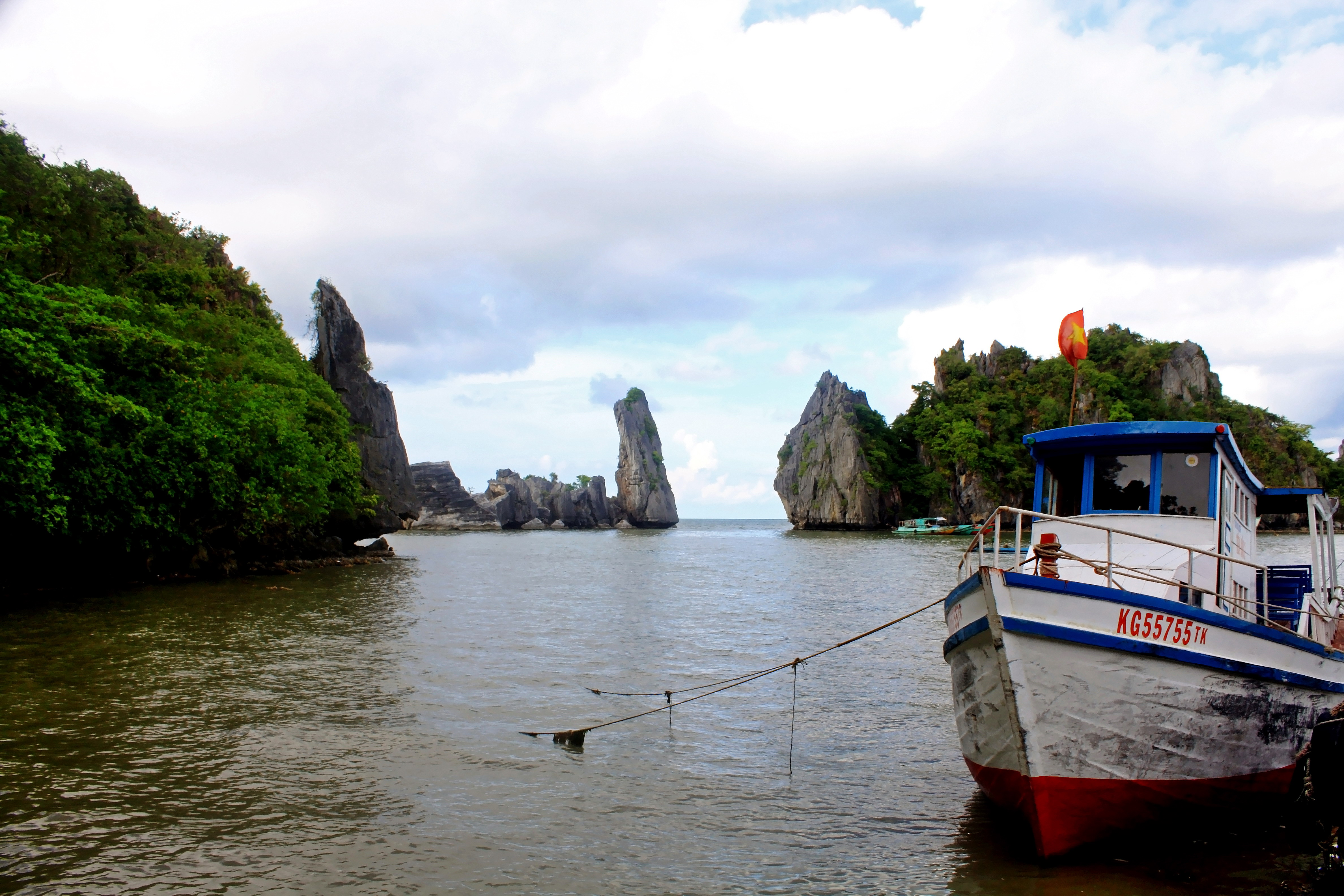
Một cảnh nơi hòn Phụ Tử

Theo truyền thuyết, xưa kia ở vùng biển này có con thuồng luồng rất hung dữ và độc ác, hay đánh đắm vào thuyền bè để ăn thịt ngư dân. Bên chân ngọn An Hải Sơn, cạnh chùa Hang, có hai cha con làm nghề chài lưới. Quá bất bình trước tình cảnh này, người cha quyết lòng tiêu diệt con ác thú trừ hại cho bà con ngư dân . Sau khi tính hết kế, cuối cùng ông thấy chỉ còn cách hy sinh thân mình mới giết được con thuồng luồng hung ác này. Thế là ông liền tẩm thuốc độc vào mình, rồi nằm sát mé biển để dụ con ác thú. Thấy mồi ngon, con thuồng luồng đến cắn đứt đầu ông, trúng độc rồi chết. Người con đi tìm cha, bắt gặp xác cha cụt đầu liền ôm lấy khóc thương thảm thiết. Không ngờ chất độc từ người cha thấm vào khiến người con trúng độc mà chết. Trời nổi giông bão, mưa suốt mấy ngày liền. Và nơi hai cha con nằm mọc lên hai hòn đá lớn và nhỏ. Hòn to là cha và hòn nhỏ là con, người ta gọi là hòn Phụ Tử.
Hai bên hòn Phụ Tử là hai hòn đảo có hình dáng giống như một con thỏ quỳ hai chân sau để giỡn với sóng biển và một con rùa. Thiên nhiên đã tạo nên một cảnh quan thật tuyệt. Chắc chắn rằng ai đã đến hòn Phụ Tử thì không thể quên được cảnh non nước hữu tình.

## Hòn Phụ Tử bị đổ
Khoảng 3 giờ 45 phút ngày 9 tháng 8 năm 2006, phần Phụ của hòn Phụ Tử đã đột ngột ngã xuống biển. Phần gãy của hòn Phụ Tử là phần Phụ 20 m, đường kính 20 m, khối lượng khoảng 1 000 tấn, vị trí ngã ngang về hướng đông, phần còn lại chỉ còn khoảng trên 13m. Hòn Phụ Tử giờ chỉ còn lại phần hòn Tử.